# Bulgarie salissante
Bulgaria inquinans
Espèce
Bulgaria inquinans, la Bulgarie salissante ou la Bulgarie noire, est un champignon ascomycète du genre Bulgaria et de la famille des Bulgariaceae. Il s'agit d'un champignon forestier saprotrophe, très courant dans toute l'Europe, poussant sur l'écorce des Chênes abattus, plus rarement sur d'autres feuillus. Très facile à reconnaître surtout par ses spores qui tachent les doigts de noir, d'où son épithète, un caractère absent chez les espèces ressemblantes comme Exidia truncata,.
Le terme de « Bulgaria » créé par Elias Magnus Fries en 1822 aurait pour étymologie latine d'origine gauloise « bulga », une bourse de cuir,. Quant à l'épithète spécifique « iquinans », elle provient du latin inquino (« souiller »).

## Description

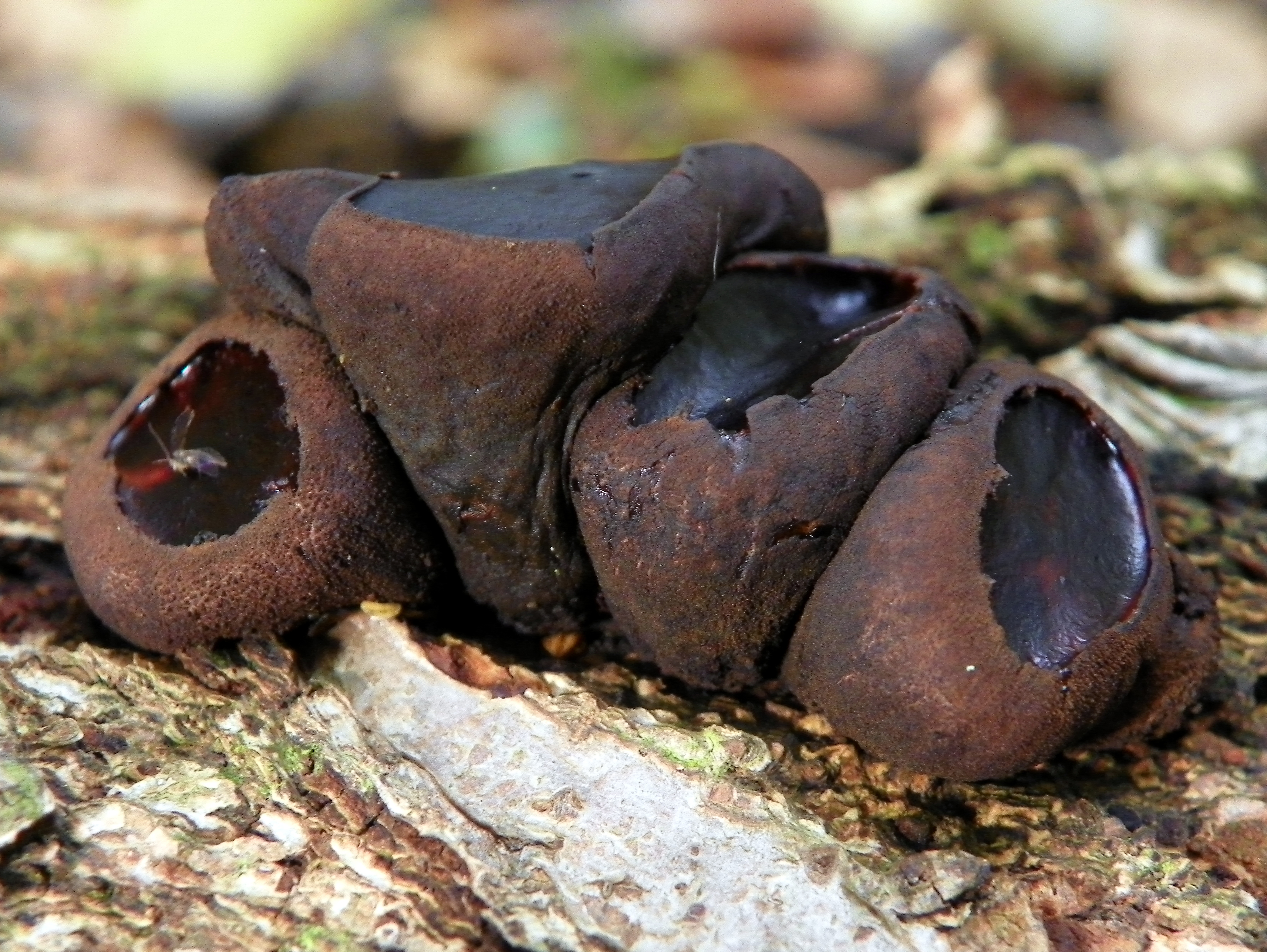
Bulgaria inquinans

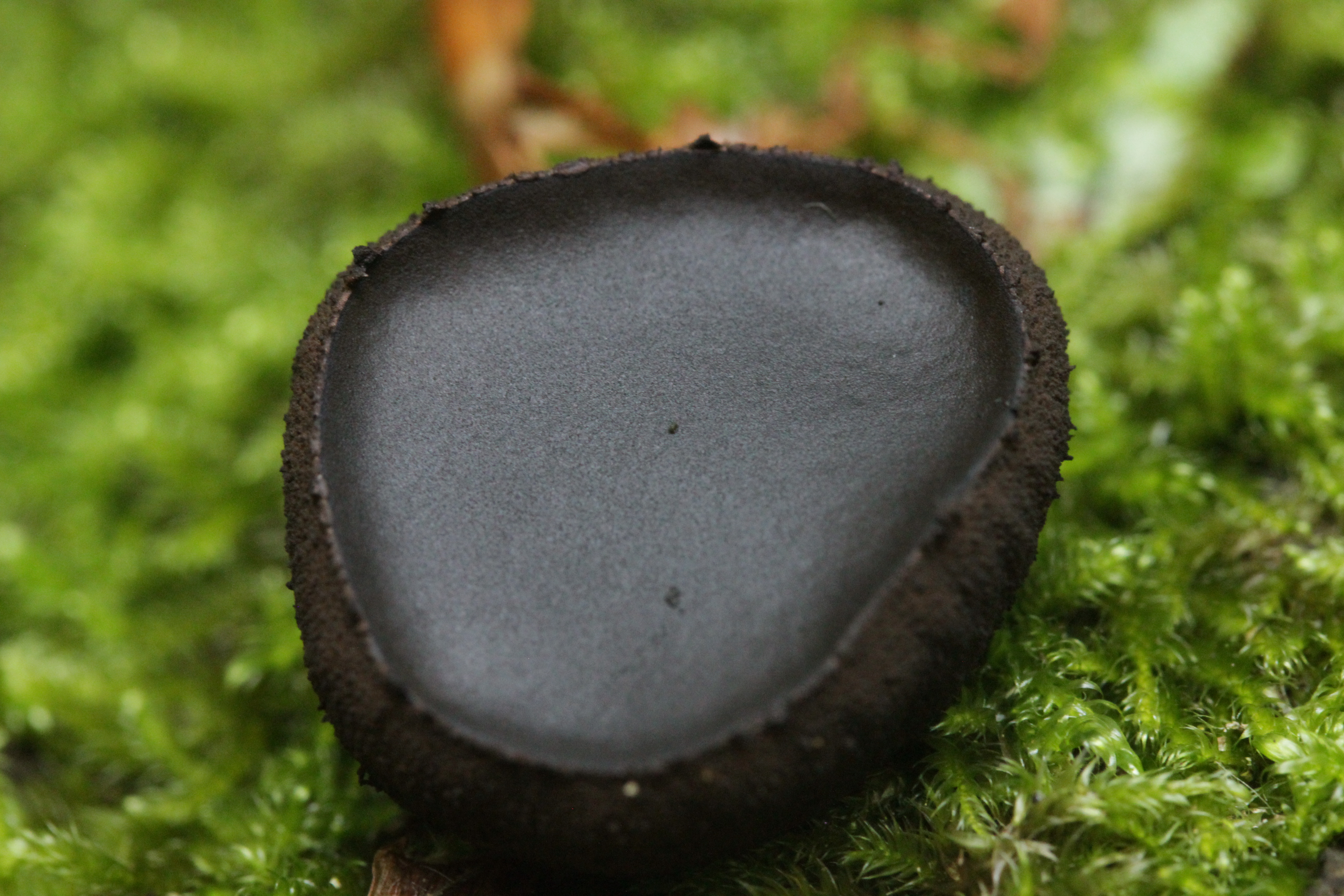
Bulgaria inquinans

La Bulgarie salissante produit une apothécie gélatineuse et molle en forme de disque charnu brun noirâtre, mesurant de 10 à 30 mm de diamètre et jusqu'à 50 mm, hémisphérique devenant turbinée, tronconique, enfin plus étalée. La marge et les extérieurs sont bruns et feutrés alors que l'intérieur, l'hyménium, est lisse et brillant devenant plus mate par temps sec. C'est cette partie qui, lorsqu'elle est mûre, produit des spores tachant les doigts de noir. La chair également noire et molle ne présente ni saveur ni odeur particulière. La base du sporophore est parfois réduite en une sorte de pied, mais le plus souvent, elle érompe directement de l'écorce, sans pied,,,,,.
Les spores sont dimorphiques : les 4 supérieures, quasi noires, elliptiques ou asymétriques, à face plus plane mesurent de 10 à 16  µm de long pour de 6 à 7 µm de large ; les 4 inférieures sont hyalines, plus petites et de même forme. Les asques portent 8 spores, sont cylindro-clavés et mesurent de 120 à 180 µm de long pour de 8 à 10 µm de large. Les spores contenues dans le même asque mûrissent à des moments différents : celles du haut deviennent brunes (et donc mûres) alors que celles du bas sont encore linéaires et immatures. Les paraphyses  sont cylindriques, fourchues vers la base et présentent des extrémités tortueuses et brunes,,,,,.
Si l'on considère son aspect, sa couleur et ses spores tachantes, Bulgaria iniquans est d'identification facile. Exidia truncata et Exidia glandulosa produisent des carpophores similaires en forme, en couleur également lignicoles mais leur spores ne sont ni noires ni tachantes mais hyalines et elles appartiennent à la classe des Basidiomycètes,,.

## Écologie et distribution

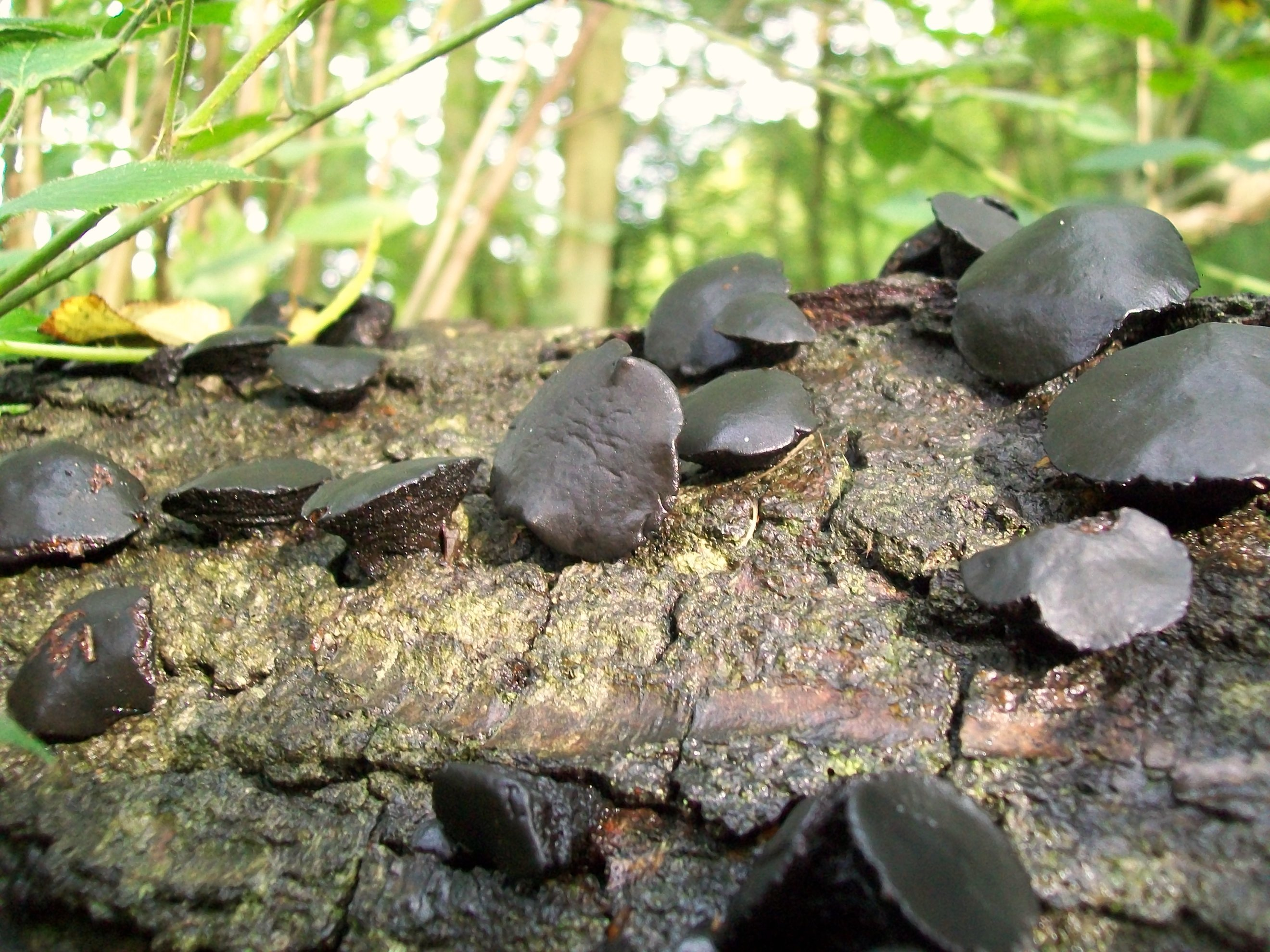
Bulgaria inquinans (Royaume-Uni).

La Bulgarie salissante est une espèce saprotrophe lignicole poussant de l'automne au printemps en petites troupes grégaires non confluentes sur le bois en décomposition frais principalement sur l'écorce des Chênes, plus rarement sur le Hêtre, le Châtaignier, les Bouleaux, le Charme, l'Orme et le Frêne,,.
Bulgaria inquinans est une espèce dispersée sur l'ensemble de l'écozone holarctique, notamment dans l'Est de l'Amérique du Nord où elle est généralement assez rare à localement commune ; en Europe dont la France,, la Suisse, la Grande-Bretagne et l'Italie ; ainsi qu'en Asie. Elle est également présente en Australasie, particulièrement en Nouvelle-Zélande.

## Usages, constituants et propriétés
Dans le massif du Changbai en Chine, Bulgaria inquinans est utilisé comme champignon comestible et médicinal. Une cinquantaine de composés chimiques sont référencés dans la littérature médicale, tels que le benzo, le fluoranthène, l'azaphilone, les quinones, les stéroïdes, les terpénoïdes et les phénylpropanoïdes. Diverses activités pharmacologiques sont avancées, notamment antibactériennes, anticancéreuses, photosensibles, antipaludiques, antioxydantes, anti-démangeaisons, insecticides et antistatiques.

## Synonymie
Selon MycoBank, GBIF et INPN :
- Tremella agaricoides Retzius, 1769
- Peziza polymorpha Oeder, 1769
- Helvella pulla Schaeffer, 1774
- Tremella turbinata Hudson, 1778
- Peziza brunnea Batsch, 1783
- Peziza turbinata (Hudson) Relhan, 1785
- Octospora elastica Hedwig, 1789
- Peziza nigra Bulliard, 1790
- Peziza infundibulum Hoffmann, 1790
- Peziza elastica (Hedwig) J.F. Gmelin, 1792
- Burcardia turbinata (Hudson) Schmidel, 1793
- Peziza agaricoides (Retzius) Humboldt, 1793
- Peziza inquinans Persoon, 1794
- Ascobolus inquinans(Persoon) Nees, 1817
- Octospora inquinans (Persoon) Gray, 1821
- Peziza nigra var. ß ferruginea Saint-Amans, 1821
- Bulgaria inquinans (Persoon) Fries, 1822
- Bulgaria polymorpha (Oeder) Wettstein, 1886
- Scutellinia nigra (Bulliard) Kuntze, 1891
- Phaeobulgaria inquinans (Persoon) Nannfeldt, 1932
- Phaeobulgaria polymorpha (Oeder) Ferdinandsen & Joergensen, 1938